# Славољуб Плавшић Звонце
Славољуб Плавшић Звонце (Ваљево, 30. јул 1935 — Београд, 9. мај 2008) био је српски каскадер и глумац.

## Биографија
Играо је у преко петсто филмова и ТВ серија, више пута у филмовима Стивена Спилберга. Специјалност му је била пад са коња. Последња каскадерска улога у страном филму му је Миротворац а у домаћем Хитна помоћ Горана Радовановића.
Пред крај каскадерске каријере је радио на Катедри за борилачке вештине Универзитет БКа у Београду где је обучавао будуће каскадере.
Године 2004. каскадерска група Звонце мења име у СКА ТИМ, коју је по Звонцетовој препоруци водио његов ученик Славиша Ивановић.
Исте године је са члановима групе основао прво српско каскадерско друштво: Српска каскадерска асоцијација, чији је председник био до краја живота.
Сахрањен је на гробљу Лешће у Београду.

## Филмографија
| Год.         | Назив                                  | Улога                               |
| ------------ | -------------------------------------- | ----------------------------------- |
| 1960.-те     |                                        |                                     |
| 1966.        | The One Eyed Soldiers                  |                                     |
| 1966.        | Повратак                               |                                     |
| 1970.-те     |                                        |                                     |
| 1970.        | Бурдуш                                 |                                     |
| 1971.        | Чудо                                   |                                     |
| 1972.        | Валтер брани Сарајево                  |                                     |
| 1972.        | Валтер брани Сарајево (ТВ серија)      |                                     |
| 1974.        | Партизани (ТВ серија)                  |                                     |
| 1974.        | Партизани                              |                                     |
| 1975.        | Песма (ТВ серија)                      |                                     |
| 1980.-те     |                                        |                                     |
| 1980.        | Хајдук                                 | Жандарм                             |
| 1981.        | Лов у мутном                           |                                     |
| 1981.        | Дечко који обећава                     | мотоциклиста                        |
| 1983.        | Још овај пут                           | Табаџија у кафани                   |
| 1983.        | Карађорђева смрт                       |                                     |
| 1983.        | Како сам систематски уништен од идиота | камионџија                          |
| 1984.        | Камионџије опет возе                   |                                     |
| 1984.        | Крај рата                              | Човек који пева у возу (до прозора) |
| 1984.        | Бањица (ТВ серија)                     |                                     |
| 1985.        | Жикина династија                       |                                     |
| 1985.        | Шест дана јуна                         |                                     |
| 1986.        | Miss                                   |                                     |
| 1990.-те     |                                        |                                     |
| 1990.        |                                        |                                     |
| 1990.        | Свето место                            |                                     |
| 1995.        | Знакови                                |                                     |
| 1993 - 1995. | Срећни људи                            | пацијент/гост                       |
| 1996.        | Довиђења у Чикагу                      |                                     |
| 1996.        | Горе доле                              |                                     |
| 2000.-те     |                                        |                                     |
| 2000.        | Татин син                              |                                     |
| 2002.        | Тркач                                  | пијанац                             |
| 2002.        | Зона Замфирова                         | возач фијакера                      |
| 2003.        | Сироти мали хрчки 2010                 | клошар                              |
| 2004.        | Пљачка Трећег рајха                    |                                     |